# Европейский маршрут E91
Европейский маршрут Е91 — европейский автомобильный маршрут категории А в Турции, соединяющий город Топраккале с турецко-сирийской границей. Длина маршрута — 165 км.
Маршрут Е91 проходит через города Искендерун, Антакья и Яйладагы.
Е91 пересекается с маршрутами
- E90
- E98